# Propadieen
Propadieen is een organische verbinding, behorend tot de groep der alkenen, met als brutoformule C3H4. De stof komt voor als een kleurloos gas, dat onoplosbaar is in water. Propadieen kan gezien worden als het dieen van propaan en vormt daarmee de basisstructuur van de allenen. Dit zijn verbindingen waarin twee consecutieve dubbele bindingen voorkomen.

## Synthese
Propadieen wordt in een meerstapsproces bereid uitgaande van allylbromide. Deze uitgangsstof wordt met dibroom omgezet in 1,2,3-tribroompropaan, dat vervolgens gedehydrohalogeneerd wordt tot 2,3-dibroompropeen. Deze verbinding ondergaat vervolgens een reductie met zinkpoeder, waardoor propadieen ontstaat:

## Structuur en eigenschappen
Propadieen heeft een bijzondere structuur. De koolstofatomen van de eindstandige methyleengroepen liggen op 1 lijn met het middelste koolstofatoom, maar de vlakken waarin de waterstofatomen liggen zijn 90° ten opzichte van elkaar gedraaid. De triviale naam van de verbinding is alleen. Propadieen zelf is niet chiraal, maar gesubstitueerde derivaten ervan kunnen wel chiraal zijn.
In propadieen is het middelste koolstofatoom sp-gehybridiseerd, de andere twee koolstofatomen hebben een sp2-hybridisatie.
In aanwezigheid van basische katalysatoren wordt propadieen door een isomerisatie omgezet in propyn:
{\displaystyle {\ce {H2C=C=CH2 <=> HC#C{-}CH3}}}
Hoewel er dubbele bindingen zijn in propadieen, gedraagt het zich chemisch gezien niet als het verwante propeen en andere alkenen.
De kritische druk van propadieen bedraagt 52,49 bar en de kritische temperatuur ligt bij 120,7°C.